# Oligacanthorhynchus atrata
Oligacanthorhynchus atrata är en hakmaskart som först beskrevs av Meyer 1931.  Oligacanthorhynchus atrata ingår i släktet Oligacanthorhynchus och familjen Oligacanthorhynchidae. Inga underarter finns listade i Catalogue of Life.